# San Miguel del Arroyo
San Miguel del Arroyo – gmina w Hiszpanii, w prowincji Valladolid, w Kastylii i León, o powierzchni 55,51 km². W 2011 roku gmina liczyła 745 mieszkańców.